# César d’Estrées

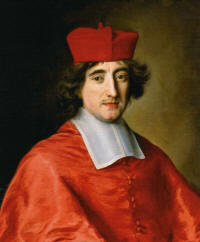
César d’Estrées als junger Kardinal (ca. 1672)

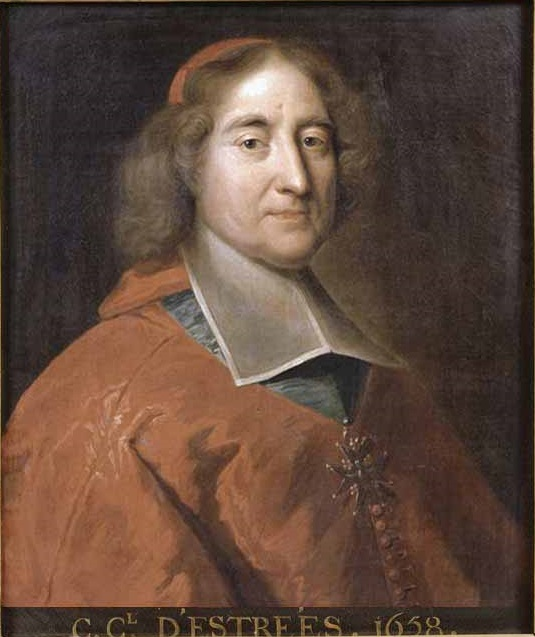
César Kardinal d’Estrées (Ölporträt nach François de Troy, 1685)

César d’Estrées (* 5. Februar 1628 in Paris; † 18. Dezember 1714 ebenda) war ein französischer Diplomat und Kardinal.

## Leben
D’Estrées war ein Sohn des Marschalls François-Annibal d’Estrées und dessen Ehefrau Marie de Béthune-Charost. Der spätere Marschall von Frankreich Jean II. d’Estrées war sein älterer Bruder und Gabrielle d’Estrées seine Tante.
Als Abt leitete d’Estrées die Abtei St. Germain-des-Prés und war gleichzeitig Herzog sowie Bischof von Laon. Die Bischofsweihe spendete ihm am 26. September 1655 in der Kathedrale von Senlis der Erzbischof von Bordeaux Henry de Béthune; Mitkonsekratoren waren Denis Sanguin, Bischof von Senlis, und Luis de Rechigne, Bischof von Tulle.
Papst Klemens X. kreierte d’Estrées 1671 zum Kardinal in pectore, was 1672 veröffentlicht wurde. Von 1672 bis 1675 war er Kardinalpriester von Santa Maria in Via, danach von Santa Trinità dei Monti. Seine letzte Position war seit 1698 die eines Kardinalbischofs von Albano.
D’Estrées war französischer Botschafter in Rom und Spanien, Kommandeur des Ordens vom heiligen Geist und Pair von Frankreich. Als Nachfolger des verstorbenen Dramatikers Pierre Du Ryer wurde er 1656 als Mitglied in die Académie française gewählt (Fauteuil 9). Ihm selbst folgte 1715 sein Neffe Victor-Marie d’Estrées auf diesem Platz nach. 1706 wurde er zum Mitglied der Accademia della Crusca in Florenz gewählt.
Sieben Wochen vor seinem 87. Geburtstag starb d’Estrées am 18. Dezember 1714 in Paris und fand dort auch seine letzte Ruhestätte.